# آستون مارتین دی‌بی۲/۴
آستون مارتین دی‌بی۲/۴ (Aston Martin DB2/4) خودرویی است که در سال‌های ۱۹۵۳ تا ۱۹۵۷ تولید شده‌است.
این خودرو در کلاس خودرو اسپورت قرار گرفته، طراحی آن خودروهای موتور جلو-محور عقب بوده است.

## نگارخانه

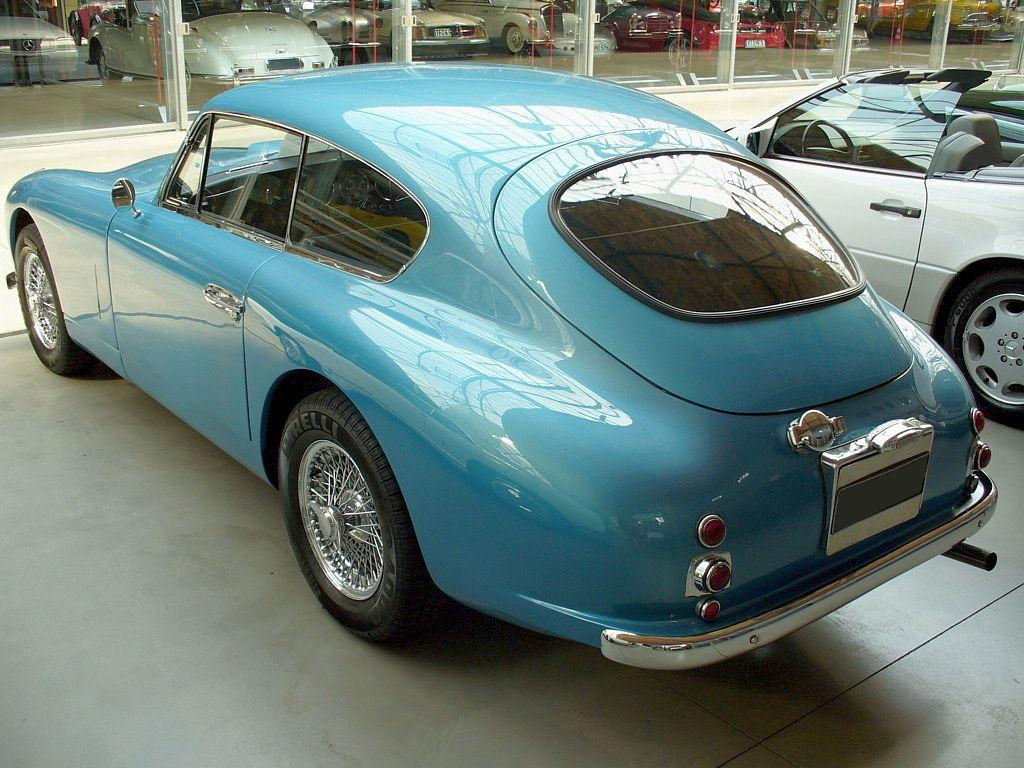
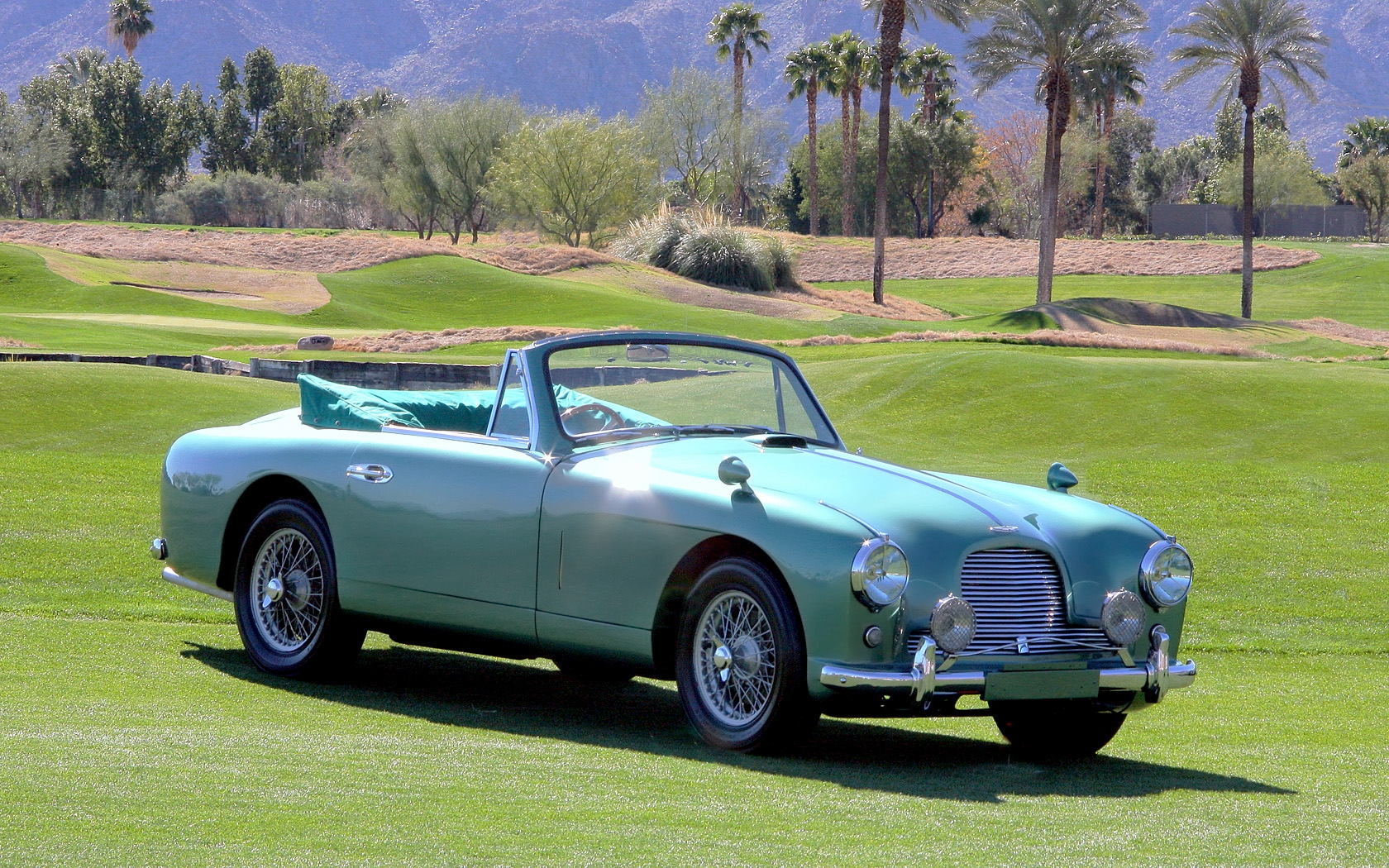
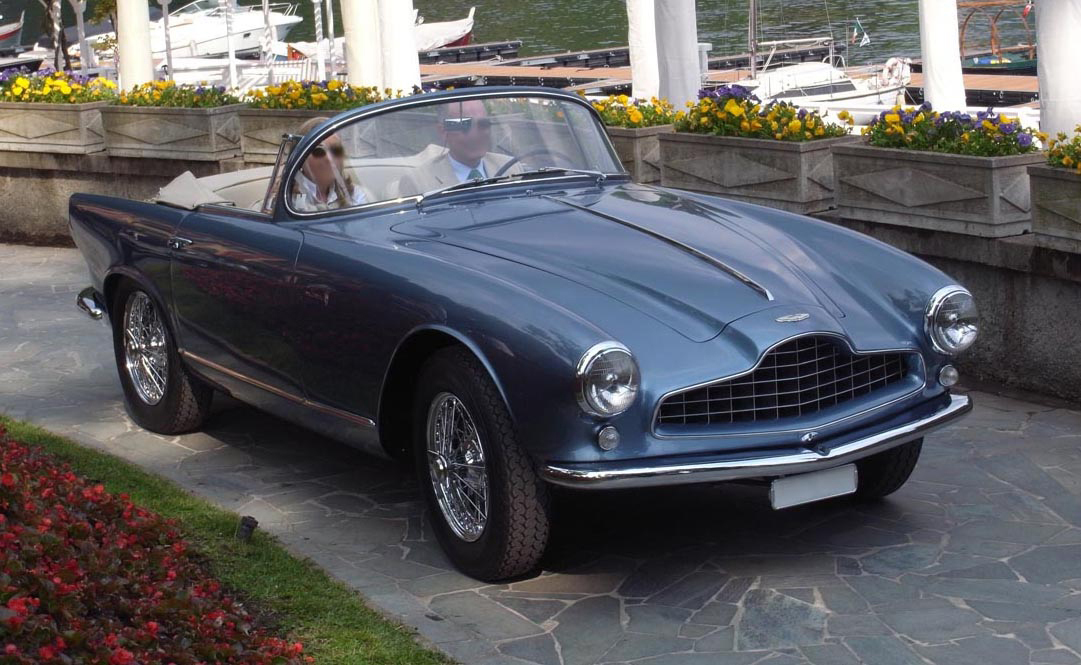
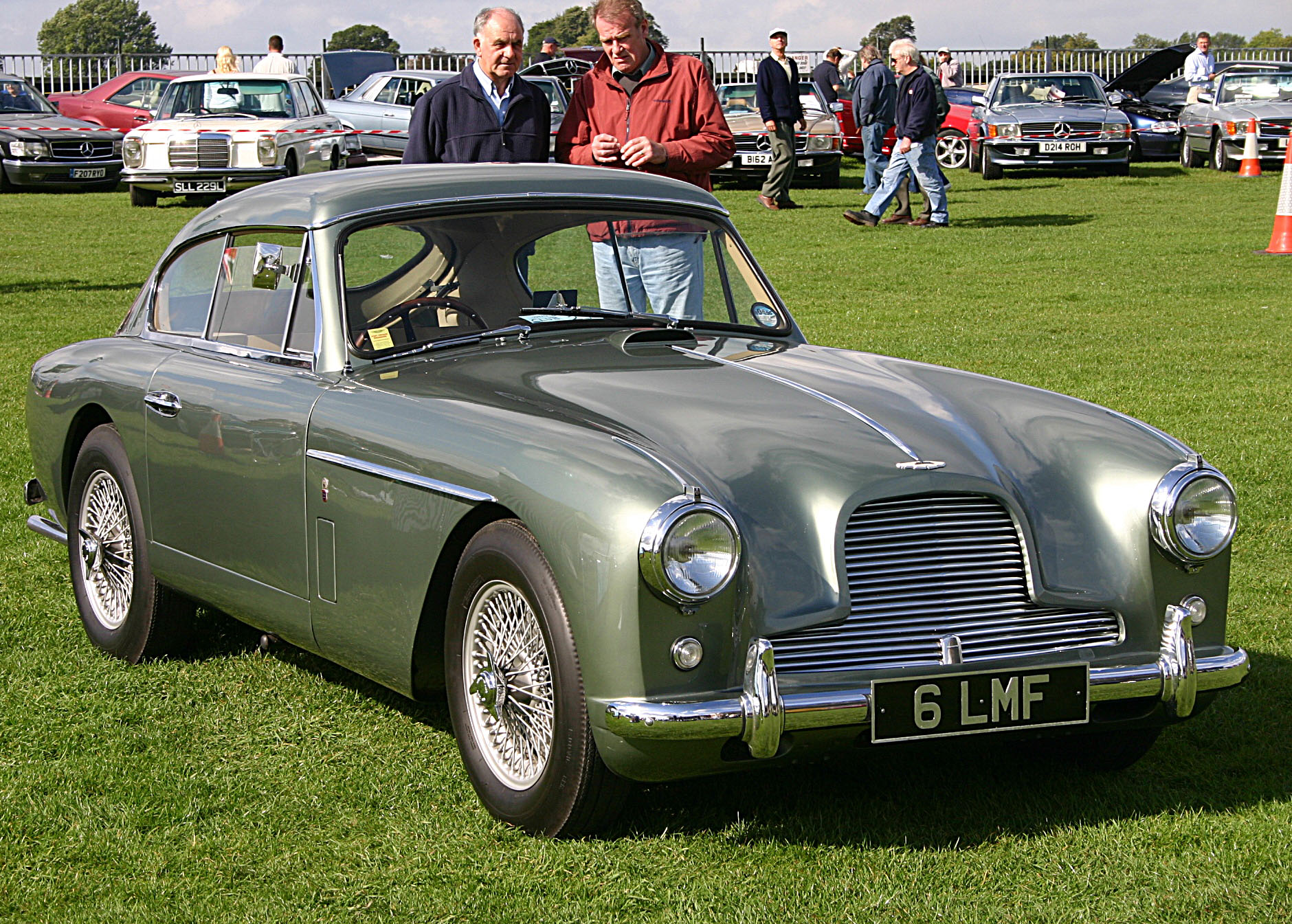
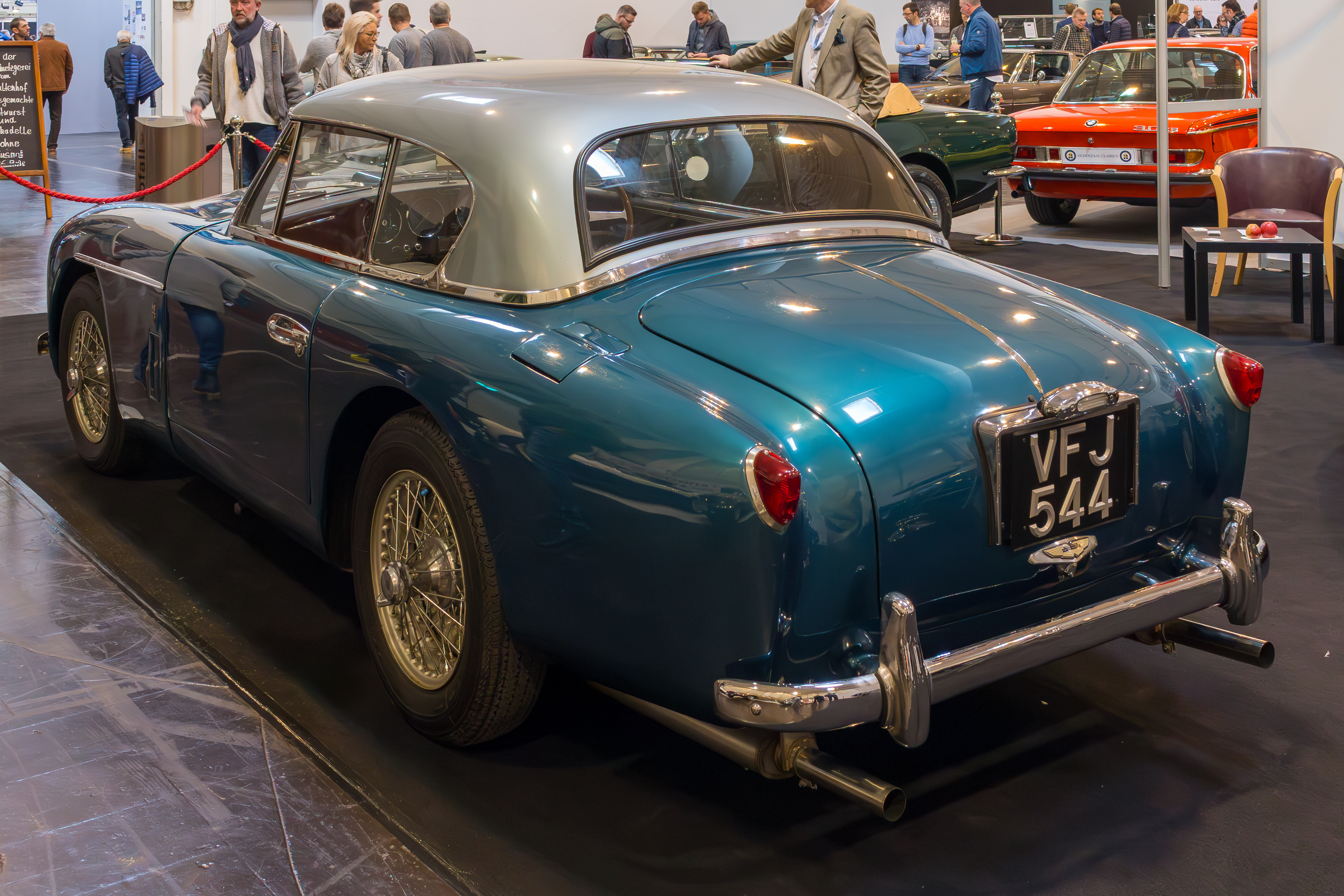